# Obsidian Ridge
Die Obsidian Ridge ist ein bis zu 2058 m hoher vulkanischer Gebirgskamm im Nordwesten der kanadischen Provinz British Columbia. Er liegt an der Südseite des Artifact Creek ganz im Südosten des Mount Edziza Provincial Park, im Regional District of Kitimat-Stikine. Er wurde am 2. Januar 1980 durch die Geological Survey of Canada aufgrund des dort gefundenen qualitativ hochwertigen Obsidians benannt. Aufgrund der reichen Obsidian-Vorkommen war er für die lokalen Indigenen der Tahltan eine Quelle für ihre Werkzeuge.